# Kaniuchi (obwód mohylewski)
Kaniuchi (biał. Канюхі; ros. Конюхи, Koniuchi) – wieś na Białorusi, w obwodzie mohylewskim, w rejonie horeckim, w sielsowiecie Lenino. W 2009 roku była opuszczona.